# Avenida de Castrelos
La avenida de Castrelos es una vía urbana y semiurbana de la ciudad española de Vigo. Es una de las principales avenidas de la ciudad, y constituye una de las vías radiales que parten de la Plaza de América y continúa hasta la parroquia de Valladares, donde se fusiona con la carretera homónima. Durante su recorrido atraviesa más de dos docenas de calles, carreteras, avenidas y caminos, ya que comienza siendo una vía urbana y termina siendo una vía semiurbana. Entre las calles con las que converge, destacan la avenida de Antonio Palacios, la calle alcalde Portanet o la Carretera de Clara Campoamor. Desde la construcción del Hospital Álvaro Cunqueiro, constituye una de las principales vías de acceso a esta infraestructura sanitaria. 
En las inmediaciones de la avenida se encuentra el Parque de Castrelos, uno de los principales espacios verdes de la ciudad, en el que se encuentran jardines, un auditorio al aire libre, el Museo Quiñones de León también otros espacios verdes. En el inicio de la avenida de Castrelos se encuentran también el Complejo Deportivo de As Travesas y el Instituto Santa Irene. 
En su tramo intermedio, coincidiendo con el parque de Castrelos, el río Lagares atraviesa la avenida de modo subterráneo a través de un soterramiento realizado en la década de 1970. Antes de esa fecha, el río atravesaba la zona por la superficie, bajo un puente medieval al lado de la avenida, justo enfrente del parque.
También se encuentra anexo a la avenida de Castrelos el Cementerio de Pereiró. 

## Historia
La avenida de Castrelos, tal como se la conoce actualmente, nació de la necesidad de conectar radialmente la concentración urbana del sur de Vigo, que abarcaba el contorno de la Plaza de América, con la parroquia de Valladares y la zona sur de la ciudad. Ya en la década de 1920, cuando la estructura embrionaria de la que hoy es la avenida no era más que un camino de grava, existía un tranvía que recorría lo que ahora es la actual vía urbana. Este tranvía conectaba las zonas rurales y fundamentalmente agrarias de la periferia con el centro urbano de la ciudad, donde se producían intercambios mercantiles de productos agrícolas, entre otros, en plazas céntricas como la Plaza de la Constitución.

## Galería de imágenes

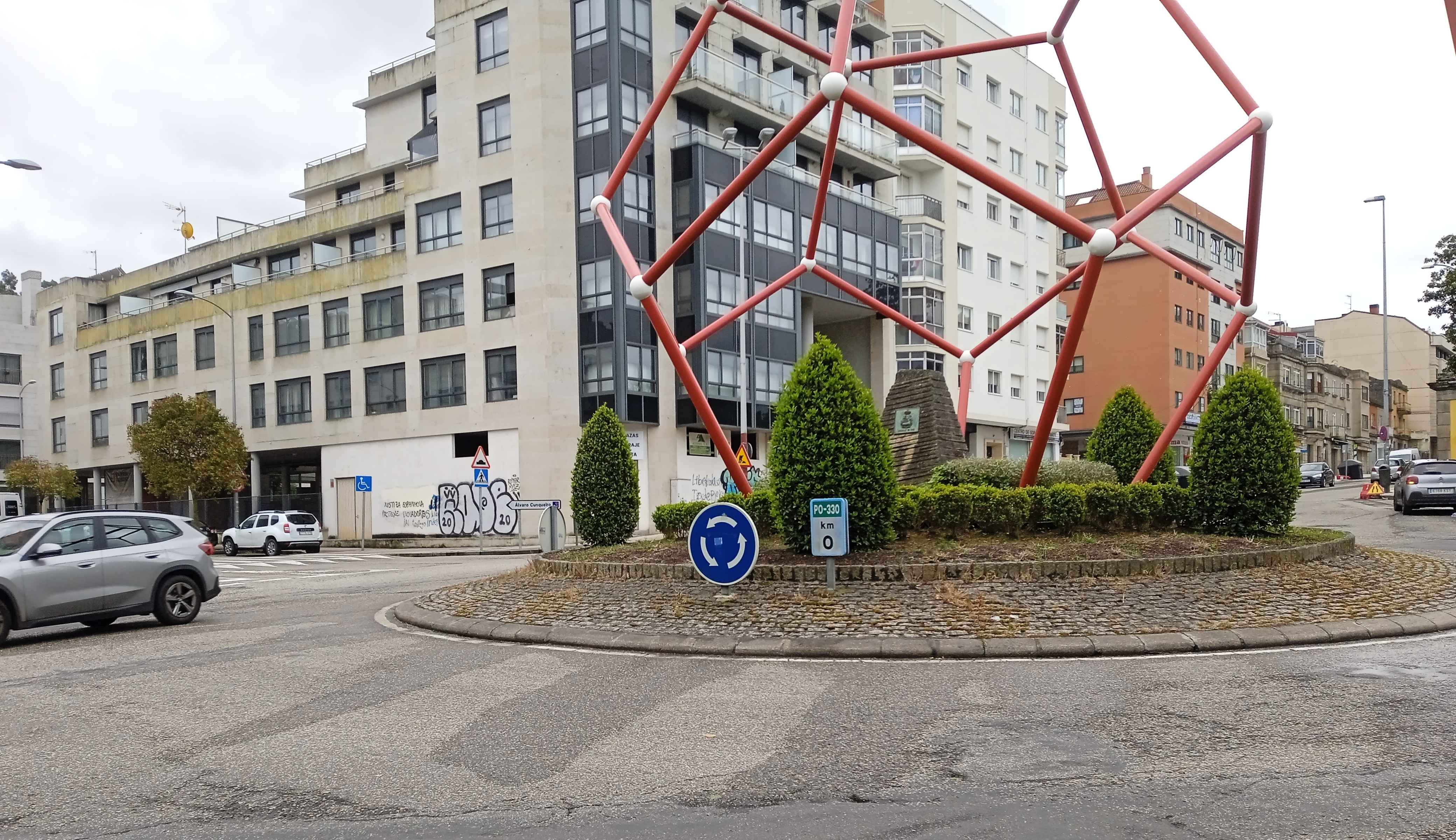
Rotonda en la avenida de Castrelos.
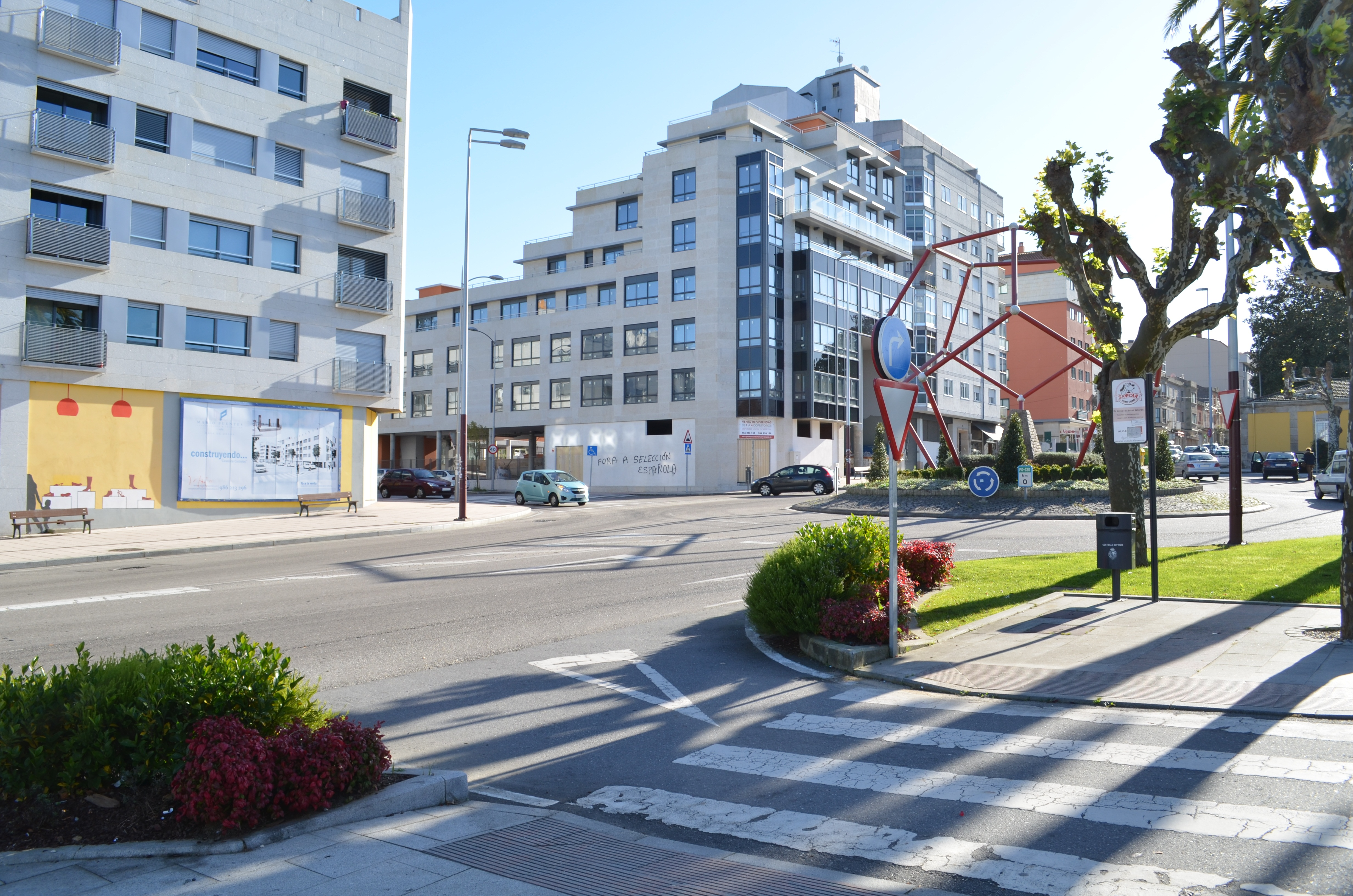
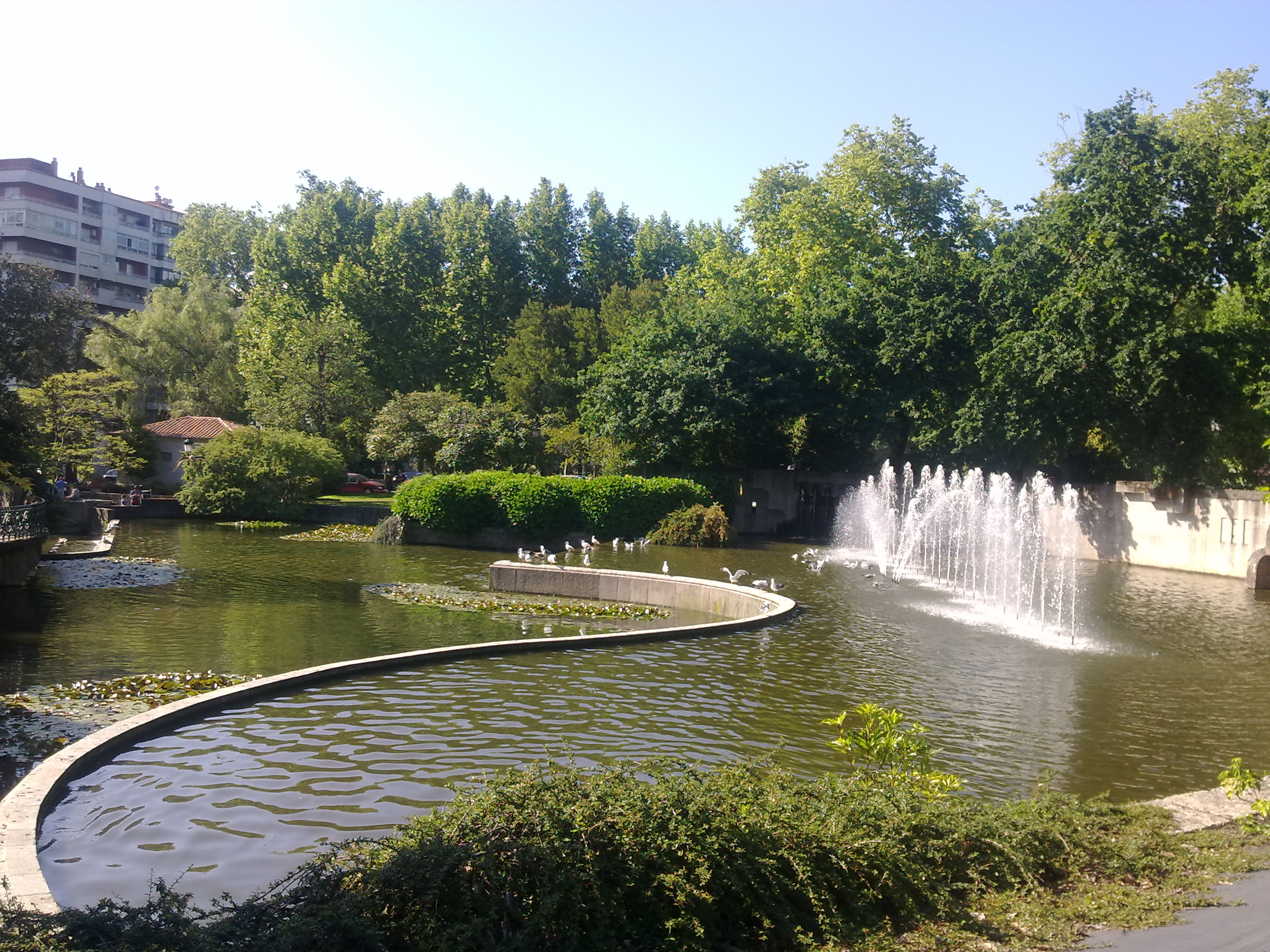
Parque de Castrelos.
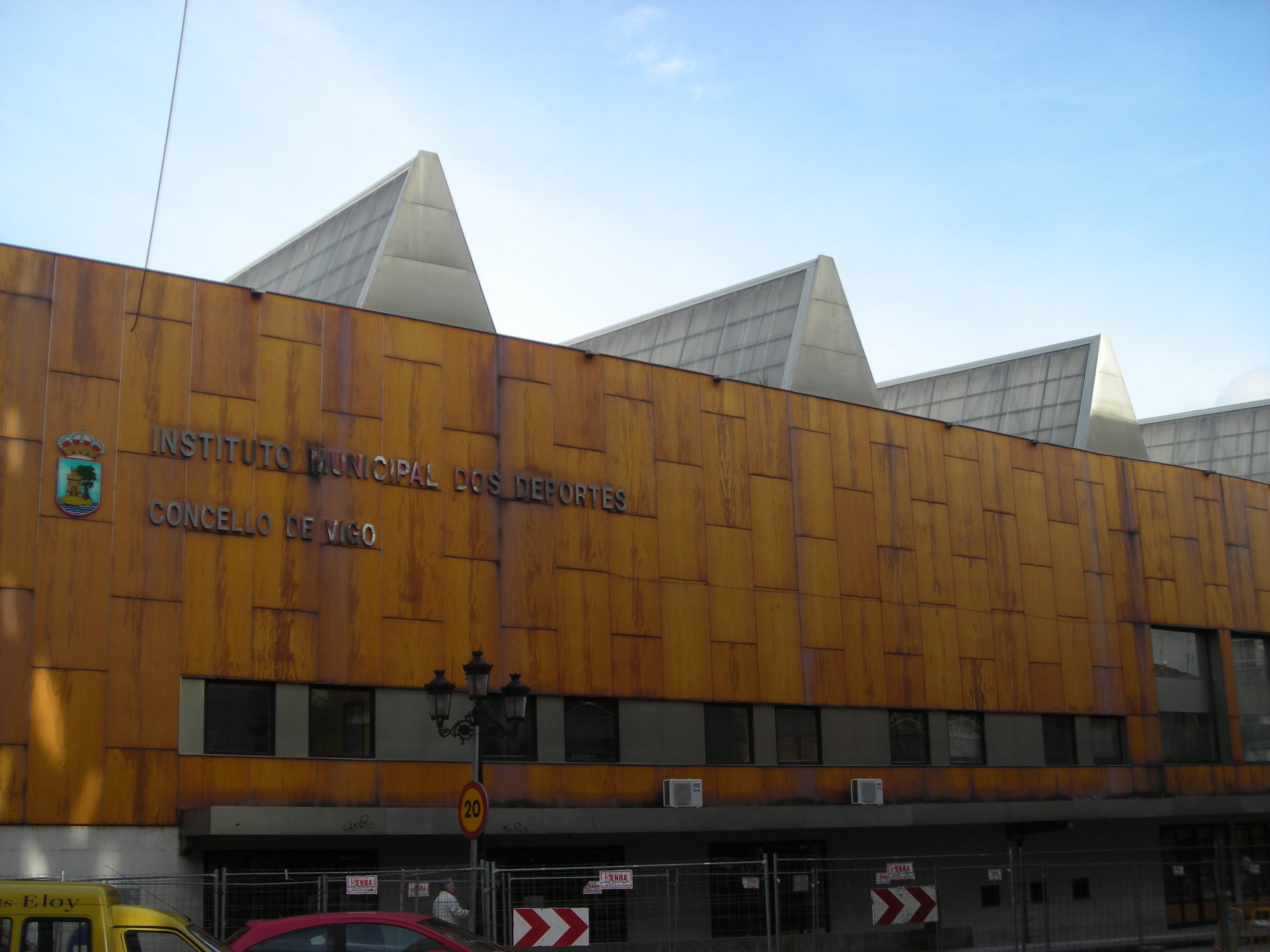
Complejo Deportivo de As Travesas.